# Geldwesen der Färöer im Mittelalter
Das Geldwesen der Färöer im Mittelalter entsprach im Wesentlichen demjenigen in Norwegen und Dänemark (siehe dazu auch die Dänische Währungsgeschichte), mit lokalen Besonderheiten. 
Obwohl es teilweise mit den gleichen Einheiten wie das färöische landwirtschaftliche Ertragsmaß Markatal arbeitete, waren die Verhältnisse der Einheiten untereinander verschieden. Auch spiegelte eine Mark Geld nicht den Gegenwert einer Mark Land wider.

## Vorgeschichte
Die Färingersaga, die von der Wikingerzeit auf den Färöern berichtet, erwähnt keine Verwendung von Münzen auf den Färöern. Als der norwegische König Tributzahlungen auf den Färöern eintreiben wollte, zahlten die Häuptlinge mit Silber (in unterschiedlicher Qualität). Dieses Edelmetall kommt auf den Färöern nicht vor, wurde also importiert.
Die ersten nachgewiesenen Münzen auf den Färöern stammen aus dem Münzfund von Sandur auf der Insel Sandoy, der schätzungsweise zwischen 1070 und 1080 vergraben wurde, also zu Beginn des Frühmittelalters nach dem Ende der Wikingerzeit auf dem Archipel.

## Münzeinheiten
Die erste gesicherte Quelle, die von der Verwendung von Geld auf den Färöern zeugt, ist der Schafsbrief von 1298. Er wurde zu einer Zeit erlassen, als bereits das norwegische Recht (Gulatingslog) auf den Färöern galt.
Zunächst gab es folgende Münzeinheiten:
- Mark (markr)
- Öre (aurur, oyra, øre)
- Pfennig (penning)

Später kamen hinzu:
- Gulden (gyllin, gylden)
- Schilling (skinn, skind)

Gerechnet wurde wie folgt:
- 1 Mark = 2 Gulden und 8 Schillinge = 8 Öre = 48 Schillinge = 240 Pfennige
- 1 Gulden = 20 Schillinge = 3 Öre und 2 Schillinge = 100 Pfennige
- 1 Öre = 6 Schillinge = 30 Pfennige
- 1 Schilling = 5 Pfennige

### Stückelung
Der färöische Schilling war nur dort zu finden. Mark, Gulden und Öre waren Silbermünzen. Eine weitere Silbermünze war der Örtug, der einer 1/3 Öre, bzw. 2 Schillingen entsprach. Es gab aber auch einen Viertelgulden (= 5 Schillinge) als Kupfermünze. Und als weitere Untereinheiten des Pfennigs gab es Kleingeld zu 1/2 und 1/4 Pfennig.
| Münze       | entspricht                | in Pfennigen         |
| ----------- | ------------------------- | -------------------- |
| 1/4 Pfennig |                           | 0,25                 |
| 1/2 Pfennig |                           | 0,5                  |
| Pfennig     |                           | 1                    |
| Schilling   |                           | 5                    |
| Örtug       | 2 Schilling               | 10                   |
| 1/4 Gulden  | 5 Schilling               | 25                   |
| Öre         | 3 Örtug, oder 6 Schilling | 30                   |
| Gulden      | 20 Schilling              | 100                  |
| Mark        | 8 Öre                     | 240 oder 2,40 Gulden |

## Gegenwert
Heute wird davon ausgegangen, dass in Norwegen zwischen einer Mark Silber und einer Mark Geld unterschieden wurde (hier herrscht eine gewisse Begriffsverwirrung im Schafsbrief). Eine Mark Silber entsprach 215,8 Gramm reinen Silbers, eine Mark Geld ungefähr ein Drittel davon, also etwa 70 Gramm.
Eine Mark Geld hatte zur Zeit des Schafsbriefs (Ende des 13. Jahrhunderts) folgenden Gegenwert auf den Färöern:
- 1 Kuh (kúgildi bedeutet Kuhgeld)
- 6 Schafe (unter gewissen Umständen auch acht. 1 Schafsmark wird im Schafsbrief erwähnt und entspricht einer 1/6 Mark)
- 54 Kilogramm Butter (3 leypur à 18 kg)
- 120 Ellen Wollgewebe (eine Elle Wollgewebe (vaðmála) entsprach einem Tuch von 90 × 60 cm bzw. 3 × 2 Fuß, wobei 2 Fuß eine Elle sind)

### Vaðmála
120 Ellen Wollgewebe wurden in der färöischen Sprache als hundrað vaðmála bezeichnet, wobei hundrað hier nicht hundert bedeutete, sondern stórhundrað („großhundert“), was 120 entspricht. In dieser Einheit wurde noch bis ins 20. Jahrhundert hinein gerechnet. Eine Elle Wollgewebe war eine ganz übliche Naturalwährung innerhalb der Färöer. So wird in einer Verordnung aus der zweiten Hälfte des 14. Jahrhunderts über die Aufwandsentschädigungen von Abgeordneten des Løgtings festgelegt, dass diese je nach Anreiseweg nach Tinganes zwischen 5 und 20 vaðmála (Ellen Wollgewebe) beträgt.
Aus der obigen Tabelle ergibt sich, dass man für 2 Pfennige eine Elle Wollgewebe kaufen konnte. Die Abgeordneten bekamen also eine Aufwandsentschädigung pro Tingsitzung von 10 bis 40 Pfennigen für ihre Reisekosten.
Diese Naturalwährung wird schon in der Färingersaga erwähnt: Nach dem Streit zwischen Einar und Eldjarn versprach der Gode Havgrímur dem Großbauern Tróndur í Gøtu 200 vaðmála und dessen Onkel Svínoyar-Bjarni sogar 300 zu jedem Herbst auf Lebenszeit, dafür, dass sie am Mord an Brestir und Beinir teilnahmen. Hinzu kamen dann noch jeweils 2 beziehungsweise 3 kúgildi (Kuhgeld) jedes Frühjahr.

### Heutiger Gegenwert
Nimmt man den damaligen und heutigen Preis für Butter als Grundlage, so ergibt sich bei einem idealisierten (aber nicht unrealistischen) Butterpreis von 1,11 Euro pro 250 Gramm ein Kilopreis von 4,44 Euro. 54 Kilogramm Butter (eine Mark Geld, s. o.) würden dann 240 Euro entsprechen. Hieraus ergäbe sich folgender „Kurs“ der Münzen:
- 1 Mark = 240 Euro
- 1 Gulden = 100 Euro
- 1 Öre = 30 Euro
- 1/4 Gulden = 25 Euro
- 1 Örtug = 10 Euro
- 1 Schilling = 5 Euro
- 1 Pfennig = 1 Euro
- 1/2 Pfennig = 50 Cent
- 1/4 Pfennig = 25 Cent

Wie brauchbar diese hypothetische Umrechnungstabelle ist, kann man an folgenden Beispielen nachvollziehen:

#### Reisekosten
Ein Løgtingsabgeordneter aus Suðuroy hätte für seine Anreise nach Tórshavn im 14. Jahrhundert eine Aufwandsentschädigung von 40 Pfennigen erhalten. Dafür musste er über 30 Seemeilen in einem offenen Ruderboot anreisen und Männer aus seinem Dorf freistellen, die ihn dorthin bringen. Heute muss ein Løgtingsabgeordneter immer noch auf dem Wasserweg anreisen und zahlt für die Fähre hin und zurück ca. 20 Euro. Nach der obigen Tabelle hätte er damals 40 Euro erhalten. Würde er auf die heutige Fähre sein Auto mitnehmen, käme er mit 40 Euro nicht aus (das kostet über 50 Euro). Würde er aber zum Beispiel das Auto stehen lassen und einen Wahlkreismitarbeiter, Ehepartner oder Gast zur Parlamentssitzung mitnehmen, würde der Betrag genau ausreichen. In einer ähnlichen Relation verhielten sich auch die geringeren Aufwandsentschädigungen für andere Orte.

#### Kost und Logis
Im Schafsbrief wurde geregelt, was ein Bauer von einem Gast verlangen konnte, der bei ihm überwinterte, und so vom Herbst bis zum Frühjahr blieb. Dort gab es drei Fallbeispiele:
1. Der Gast bekommt dieselbe Verpflegung wie der Bauer und isst zusammen mit ihm: 3 Mark (= „720 Euro“)
2. Der Gast bekommt zusätzlich an Feier- und Fasttagen Bier: 4 Mark (= „960 Euro“)
3. Der Gast bekommt zusätzlich jeden Tag Bier: 6 Mark (= „1440 Euro“)

Bei einer Aufenthaltsdauer von 150 Tagen kämen wir nach obiger Hypothese auf einen Tagessatz von etwa 5–10 Euro, die an den bäuerlichen Haushalt (damals waren das Großfamilien plus Knechte) hätten bezahlt werden müssen. 5 Euro wären hierbei der tägliche Bierkonsum des Gastes.
Heute gilt auf den Färöern die Färöische Krone, die 1:1 der Dänischen Krone entspricht (Faustregel: 100 Krónur = 13,50 € - 100 € = 750 Krónur).